# Elote

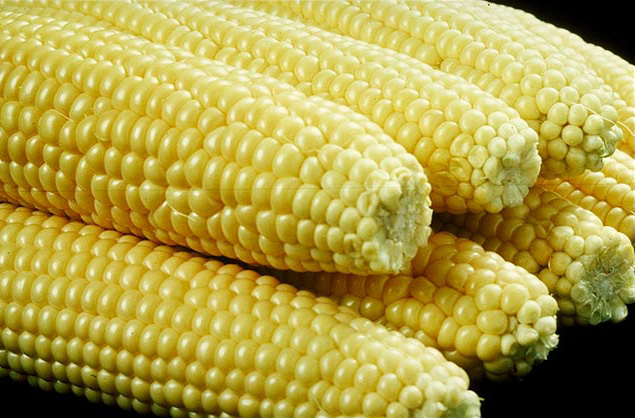
Choclo, elote o mazorca de maíz

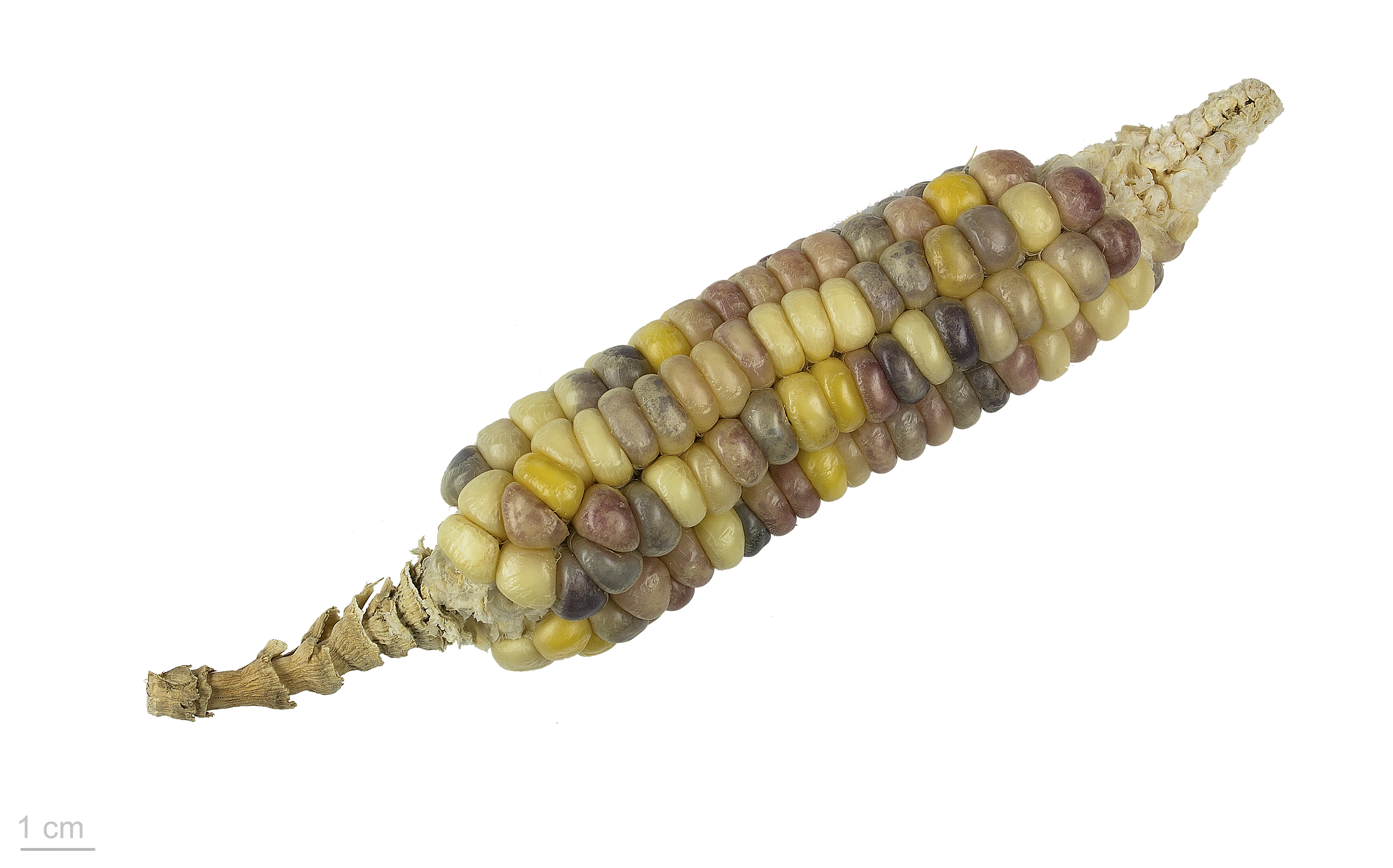
Variedad de Choclo

El elote, choclo, jojoto o mazorca es la espiga de maíz tierno, cuyos granos reservan humedad.
Recibe distintos nombres según las zonas geográficas: En México y Centroamérica (excepto Panamá) se le llama «elote», palabra que proviene del náhuatl elotitutl (‘maíz tierno’) con referencia a la mazorca que todavía está en la planta que la produjo (tanto maduras como inmaduras), o bien a la que fue recientemente cosechada y en la cual los granos todavía guardan la humedad natural. Este término también se usa en las comunidades mexicanas y centroamericanas de los Estados Unidos.
En Sudamérica (Argentina, Chile, Colombia, Ecuador, Bolivia, Paraguay, Uruguay y Perú),  el término para elote es «choclo», que deriva del quechua chuqllu. En Colombia y Cuba se le conoce simplemente como «mazorca». En Venezuela, se le llama «jojoto».

## Platillo

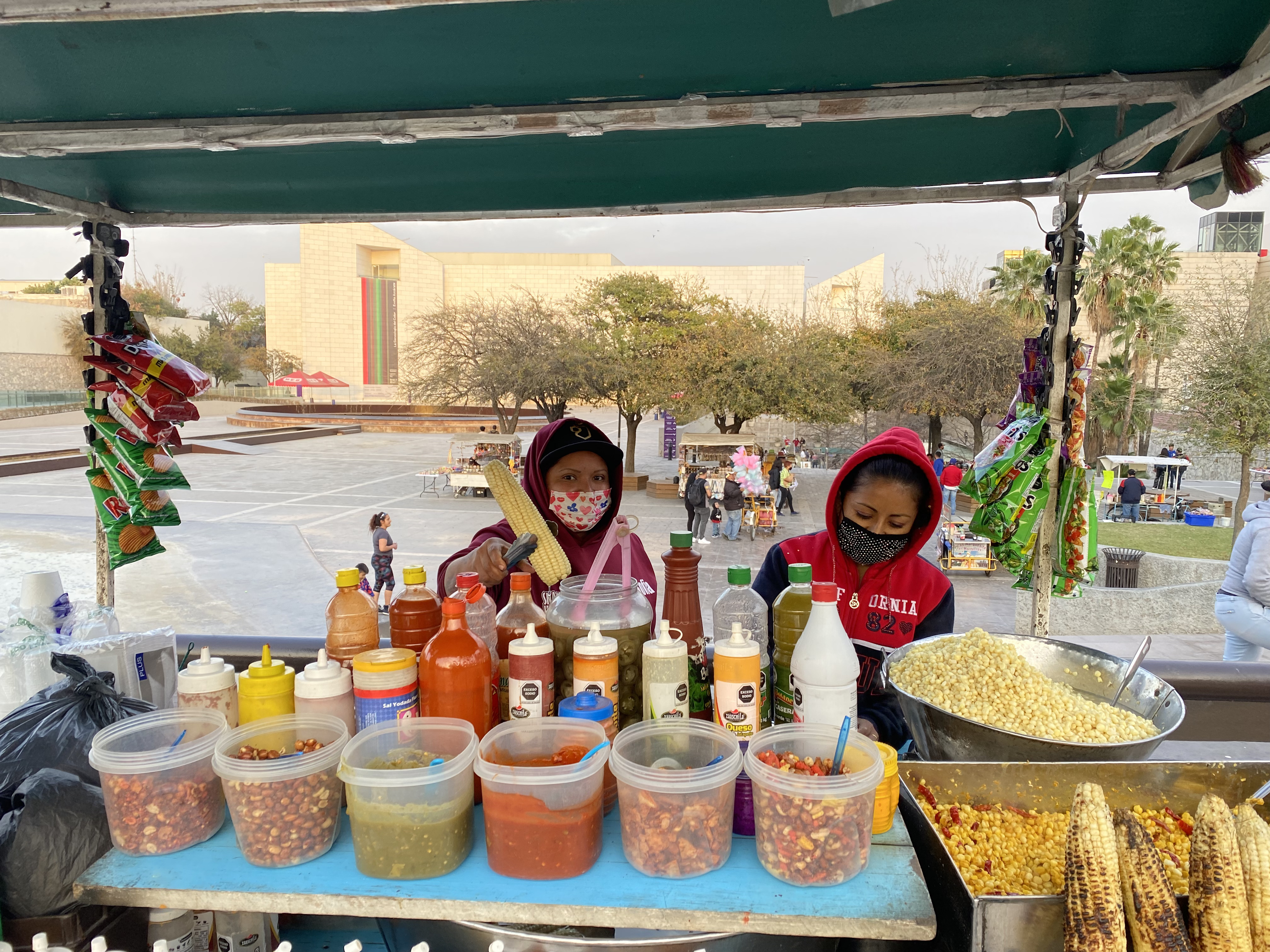
Mujeres eloteras en México

En México, El Salvador, y en el sur de los Estados Unidos existe la costumbre de comer elotes como golosina o como refrigerio salado. Para ese propósito, se les hierve en agua con sal común o de tequesquite y con especias como el epazote y la hierba de Santa María o pericón, y se les condimenta con ingredientes varios, como mantequilla o mayonesa y queso rallado y, en el caso específico de México, alternativamente con chile, jugo de limón y sal. Asimismo, en el área de Mesoamérica, es costumbre en las ferias patronales de cada pueblo los llamados «elotes locos», los cuales no son más que el elote previamente cocido con agua y sal, aderezado de forma rústica con mayonesa, salsa dulce o ketchup y mostaza, y se sirven ensartados en un palo de madera para helado.
En algunas regiones de México existen los llamados «eloteros», personas que se dedican específicamente a vender elotes hervidos, transportándolos en un carromato manual a lo largo de calles y avenidas de las ciudades y pueblos. Pueden recorrer las inmensas distancias o estar fijos en un puesto o frente a las plazas donde hay más afluencia de personas. Los comensales pueden escoger los elotes según su preferencia, ya sea tiernos o duros, de grano pequeño o grande. Se conoce que está cocido el elote pellizcándolo con la uña, y observando si la uña entra al grano, también le puede poner crema, mayonesa, queso amarillo (líquido), chile en polvo y líquido, queso rallado y mantequilla. Los elotes se mantienen calientes poniendo el recipiente donde se cocinan en un brasero o anafre de carbón. Deben servirse acabados de cocer, para que no cambie su color y sabor. Los elotes suelen hervirse y transportase aún envueltos en las hojas del elote, ya que al cocinarlo así las hojas le dan más sabor.
Los eloteros también venden elotes asados a las brasas in situ, en el mencionado anafre. Estos elotes se preparan con todo y hojas, asándolos en las brasas y salpicándolos de agua salada, hasta que las hojas empiezan a quemarse y los granos de adentro adquieren un cocimiento adecuado, o incluso una textura crujiente. Es una costumbre el asar elotes también en la época de la primera cosecha en el área de Mesoamérica, específicamente a finales de junio hasta principios de septiembre, se puede observar a mujeres en la orilla de la carretera junto a los maizales o milpas en las zonas de cultivo, ofreciendo elotes asados en su hoja y aderezados únicamente con jugo de limón y sal.

## En la gastronomía

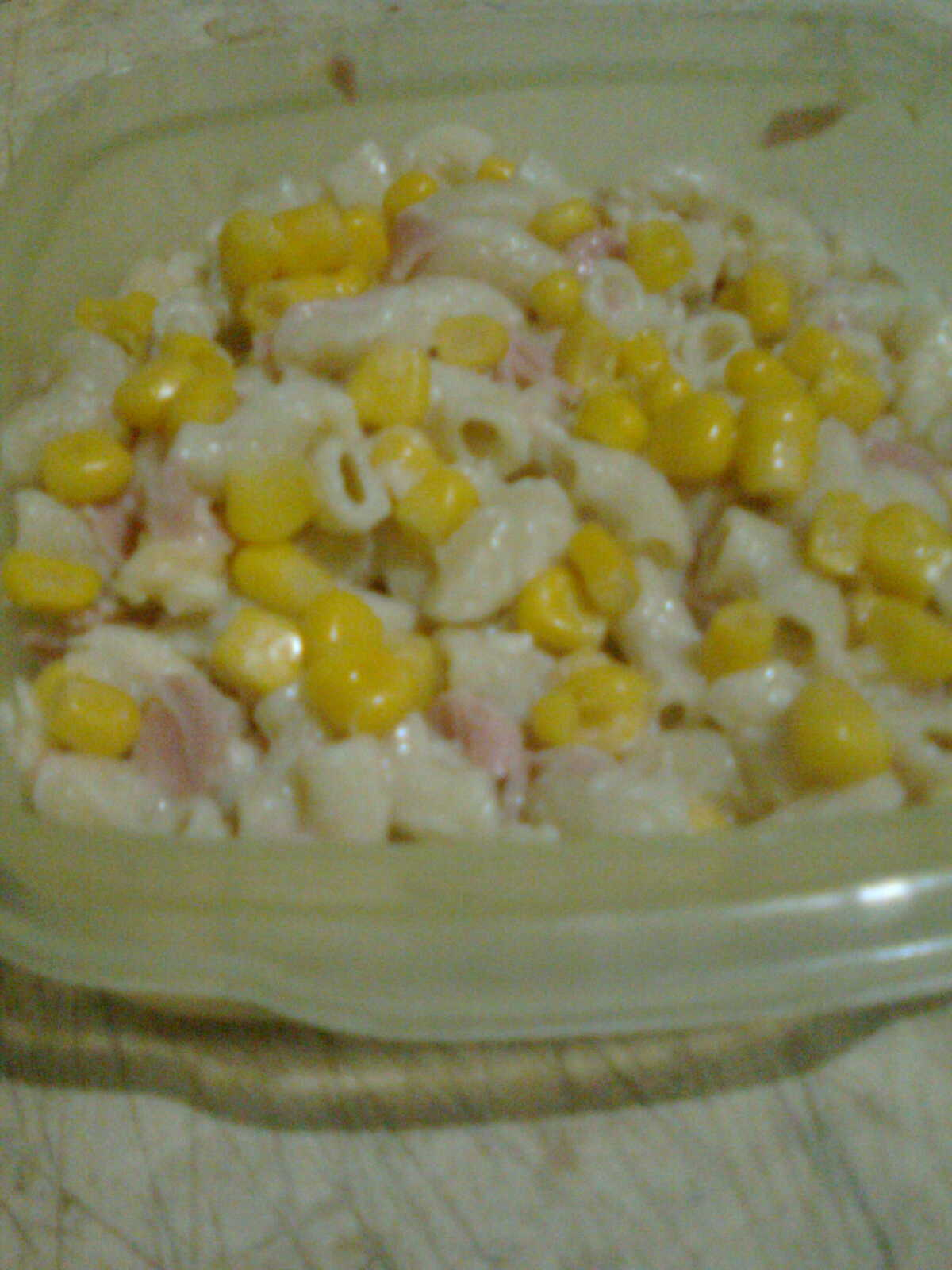
Pasta de coditos con granos de elote

En la cocina mexicana y de otros países de Latinoamérica, los elotes pueden usarse como legumbres, debido a que su tiempo de cocción es menor y a que, si la mazorca es lo suficientemente tierna, puede incluso consumirse entera, debido a la suavidad de los tejidos vegetales.
En México y Centroamérica, los elotes son la base o el complemento de numerosos platillos, incluyendo sopas, guisados, frituras, tortas y budínes, tamales de cazuela, postres y platillos de repostería como pasteles, panes, y «tlaxcales». También se usan para preparar tamales específicos de elote, diferentes a la gran variedad de tamales que existen. Otra aplicación de los elotes está en cierto tipo de atoles, como el chileatole.
En Argentina, Bolivia, Chile, Ecuador, Paraguay y Perú se hacen varias preparaciones como el pastel de choclo y la humita. También se consume hervido o sancochado, combinado con ají hecho a base de huacatay (hierba aromática de Perú, Ecuador y Bolivia) o con trozos de queso fresco. El choclo desgranado también se consume en el ceviche peruano. También suele comerse como parte del chupe. En Chile igualmente se consume como parte de la cazuela.
En Colombia y Venezuela las mazorcas se consumen como parte del sancocho de res, gallina o mondongo; o bien simplemente hervidas, al natural o untadas con margarina o mantequilla. En Colombia, Costa Rica y Venezuela se prepara una especie de tortilla húmeda llamada arepa de choclo (Colombia), chorreada (Costa Rica) o cachapa (Venezuela) que se prepara licuando los granos una vez retirados de la mazorca. El resultado es una masa muy líquida la cual se cocina sobre una sartén o plancha caliente, suele acompañarse con quesos blancos y mantequilla. La cachapa es un alimento muy popular en toda Venezuela, considerada uno de los platos típicos del país.

## Esquites

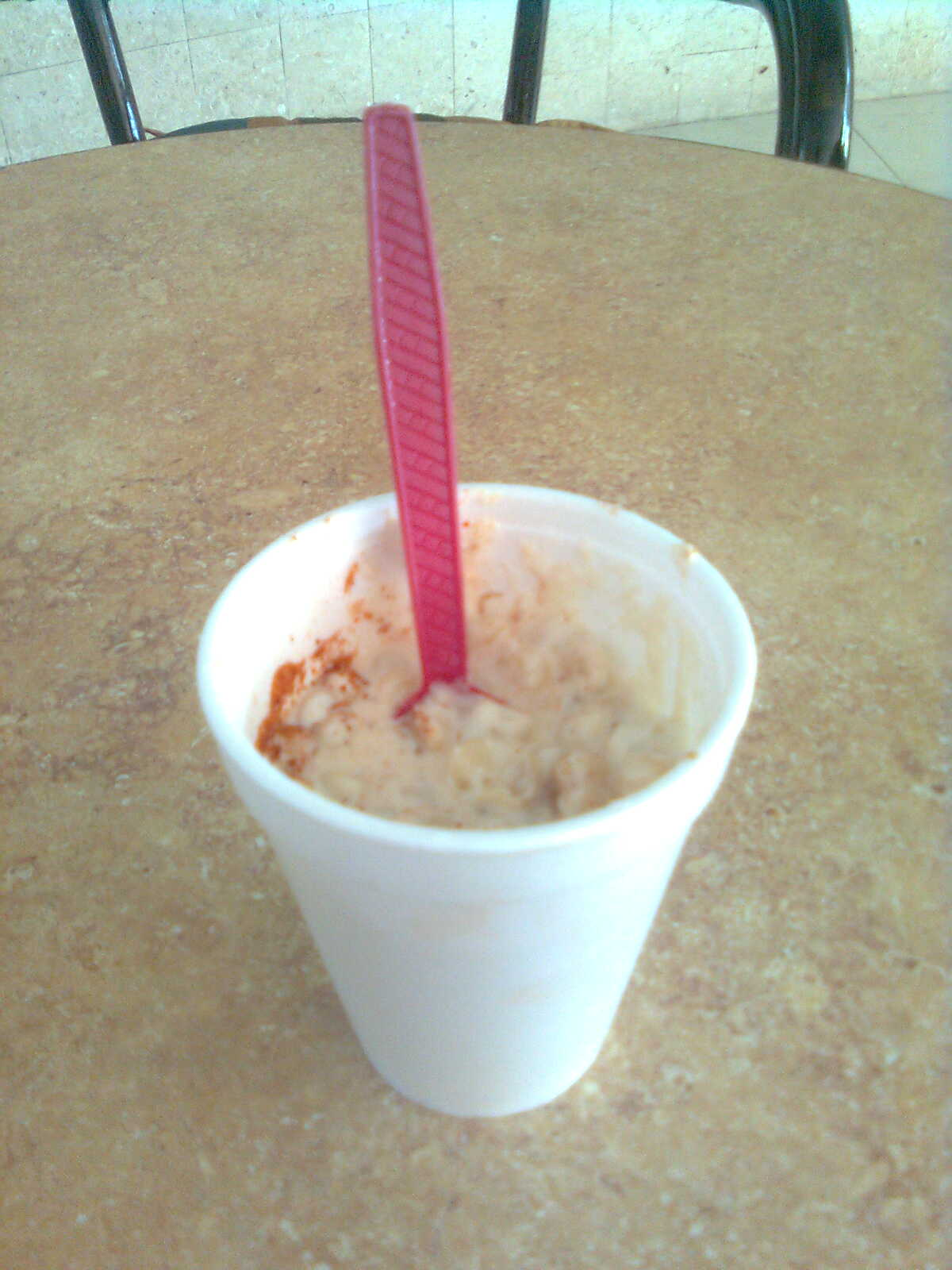
Un vaso de esquites

En México, las tiendas y los puestos que venden elotes suelen venderlos desgranados en un vaso. A esta presentación se la conoce de distintas maneras a lo largo del territorio nacional: en el norte y noreste de México también se la conoce como «cóctel de elote», «trolelote», o simplemente «elote en vaso»; en el estado de Aguascalientes se la conoce como «chaska»; y, en la Ciudad de México y sus alrededores, como «esquites».
La palabra «esquites» proviene del náhuatl izquitl, de icequi ‘tostar (en comal)’. Los esquites son los granos del elote hervidos en agua con sal, epazote y otras hierbas de olor, y a veces patas de pollo. Servidos en un vaso, se toman calientes y con cuchara, y normalmente se les agrega jugo de limón, chile, y sal. Se le puede agregar mayonesa, crema y queso.
En el estado de Hidalgo, en el centro de México, los esquites se preparan con granos de elote que se sofríen en aceite vegetal junto con ajo, cebolla y chile verde picados y ramas u hojas de epazote, sazonados con sal. Se come caliente, como un guiso sencillo.
Los esquites son un platillo típico de la cocina mexicana, especialmente de la zona centro del país. En Puebla y en algunos otros estados del centro-oriente de México también se vende chileatole en el mismo puesto.

## Pelos de elote o barbas de choclo
En la herbolaria latinoamericana, los estigmas del elote se denominan pelos de elote o barbas de maíz. Se usan para padecimientos renales, para reducir la presión arterial o el colesterol, para controlar la diabetes o para tratar las molestias digestivas (dolor de estómago, estreñimiento, vómito). Se afirma que los pelos de elote ayudan a limpiar las vías urinarias.